# ソヴィチッレ
ソヴィチッレ (伊: Sovicille) は、イタリア共和国トスカーナ州シエーナ県にある、人口約9,900人の基礎自治体（コムーネ）。

## 地理

### 位置・広がり

#### 隣接コムーネ
隣接するコムーネは以下の通り。
- カーゾレ・デルザ
- キウズディーノ
- モンテリッジョーニ
- モンテローニ・ダルビア
- モンティチャーノ
- ムルロ
- シエーナ

### 気候分類・地震分類
ソヴィチッレにおけるイタリアの気候分類 (it) および度日は、zona D, 1797 GGである。
また、イタリアの地震リスク階級 (it) では、zona 3 (sismicità bassa) に分類される。

## 行政

### 分離集落
ソヴィチッレには、以下の分離集落（フラツィオーネ）がある。
- Ancaiano, Brenna, Orgia, Rosia, San Rocco a Pilli, Tegoia, Torri, Volte Basse